# Law of the West (film, 1932)
Pour le film de Thomas H. Ince sorti en 1912, voir The Law of the West.
Pour plus de détails, voir Fiche technique et Distribution.
Law of the West est un western américain réalisé par Robert N. Bradbury et sorti en 1932.

## Fiche technique
- Réalisation : Robert N. Bradbury
- Scénario : Robert N. Bradbury
- Producteur : Trem Carr
- Photographie : Will Cline, Archie Stout
- Montage : Charles J. Hunt
- Musique : Edward J. Kay
- Production : Trem Carr Pictures
- Durée : 58 minutes[1]
- Date de sortie :
  - États-Unis : 20 mars 1932

## Distribution
- Bob Steele : Bob Carruthers, alias Bob Morgan
- Nancy Drexel : Sally Tracy
- Ed Brady : Lee Morgan
- Hank Bell : Marshal Dan Carruthers
- Charles West : "Dad" Tracy
- Earl Dwire : Henchman Butch
- Dick Dickinson : Henchman Buck Connors
- Rose Plumer : Mrs. Mary Carruthers